# Осипенко, Алексей Леонидович
Алексе́й Леони́дович Осипе́нко (укр. Олексій Леонідович Осипенко) — украинский военнослужащий, полковник, участник российско-украинской войны. Герой Украины (2022).

## Биография
Алексей Осипенко окончил Национальную академию Национальной гвардии Украины по специальности «Автомобили и автомобильное хозяйство». Несмотря на техническое образование, он продолжил службу в специальных подразделениях.
Участвовал в АТО и ООС. Во время полномасштабного вторжения России в Украину в июне 2022 года возглавил группу специального назначения отдельного отряда Восточного территориального управления НГУ, освобождая Харьковщину. В ходе боёв получил тяжёлые ранения; при его спасении был серьёзно ранен капитан Вадим Ященко. После двух месяцев лечения вернулся в строй и возглавил отдельный отряд спецназначения.
В июне 2024 года ему было присвоено звание полковника.

## Награды
- Звание «Герой Украины» с удостоением ордена «Золотая Звезда» (27 декабря 2022) — за личное мужество и героизм, проявленные в защите государственного суверенитета и территориальной целостности Украины, верность военной присяге[1].
- Орден Богдана Хмельницкого III степени (21 июня 2022) — за личное мужество и высокий профессионализм, проявленные в защите государственного суверенитета и территориальной целостности Украины, верность военной присяге[2].